# Narni

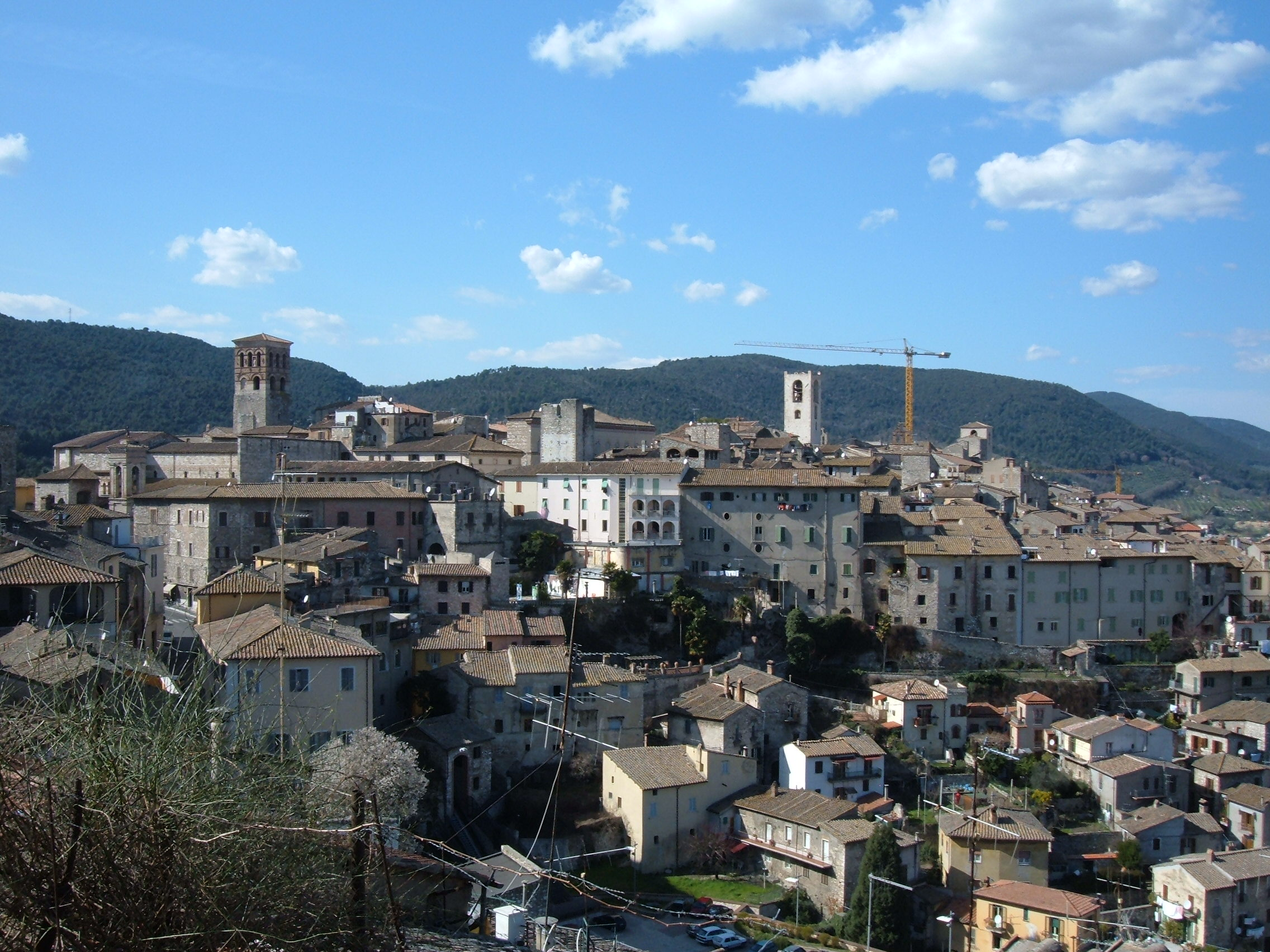
Panorama Narni

Narni (łac. Narnia) – miasto i gmina we Włoszech, w regionie Umbria, w prowincji Terni. Jest to stare, małe miasteczko umbryjskie, położone na skalistym wzniesieniu dominującym nad wybrzeżem rzeki Nera i nad równiną Terni.
Znajduje się tutaj znakomicie zachowana średniowieczna starówka, pozostałości sali tortur i akweduktów z I wieku n.e., a także podziemna trasa turystyczna, renesansowy kościół oraz liczne XIII-wieczne pałace. W części z nich znajdują się miejskie urzędy oraz komisariat. Centrum miasta zamknięte jest dla ruchu samochodowego. Z parkingu, który jest położony u podnóża historycznego centrum, do miasta wjeżdża się specjalnym systemem wind.
19 km od Narni znajdują się wodospady Cascata delle Marmore na przedmieściach Terni. To tu na świat przyszła Łucja Narnijska.
W roku 2004 gminę zamieszkiwało 19 725 osób (100,1 os./km²).
Angielski pisarz C.S. Lewis, zainspirowany nazwą miasta, nazwał wymyśloną przez siebie krainę Narnia.